# Felipe Galante
Filippo Galante (Sora, 11 de septiembre de 1872 - Buenos Aires, 11 de febrero de 1953) fue un pintor, profesor y medallista italiano, naturalizado argentino.

## Biografía

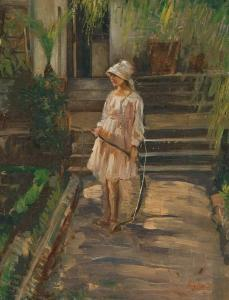
Felipe Galante, Mujer con vestido verde

Nació en Sora, hijo de Galante Domenico y Emilia Sangiovanni.
Filippo tenía cuatro hermanos: Antonio, Delfo, Paolo y Giuseppe Albino. Estudió en el Instituto de Bellas Artes de Roma hasta 1894, donde fue discípulo de Francesco Jacovacci. A la muerte de sus padres, llegó a Buenos Aires a fines del siglo XIX, dedicándose a la vida artística y a la docencia. Participó en la Exposición preliminar de pintura y escultura de artistas italianos inaugurada 15 de septiembre de 1901 en Buenos Aires. Posaron para él los presidentes de Argentina, Julio Argentino Roca y Carlos Pellegrini. Dictó la cátedra de dibujo en el Colegio Nacional del Norte y en el Colegio Nacional de Buenos Aires, y de artes plásticas en el Instituto Nacional de Sordomudos. Naturalizado argentino en 1916, con el nombre de Felipe Galante. Realizó notables retratos de Sarmiento, y paisajes de Mendoza, Córdoba y San Luis. Trabajó como medallista y presentó en la Exposición Internacional de Milán de 1906 una exposición de su obra. De un primer matrimonio nació su hijo Guillermo. Se casó luego con Rosa Bernacchi y tuvo tres hijas: Rosa Elisa, madre de la actriz argentina Lidia Catalano, Lidia Élida y Lina. Fue amigo de Enrico Caruso, al que también dio clases de pintura. A la muerte de Caruso, Filippo Galante acuñó varias medallas de oro para su memoria.

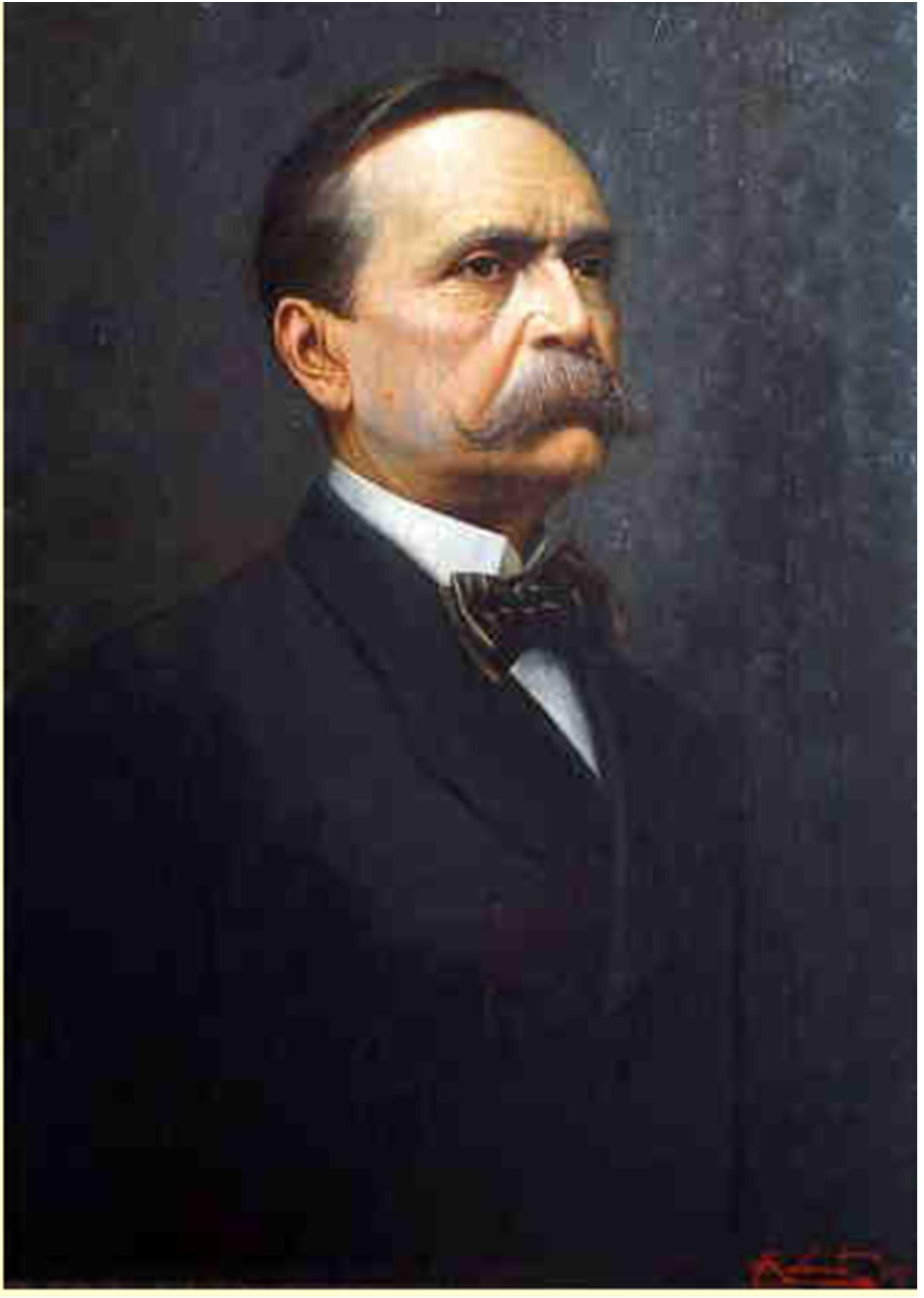
Felipe Galante, Retrato de Carlos Pellegrini, 1907, óleo sobre lienzo

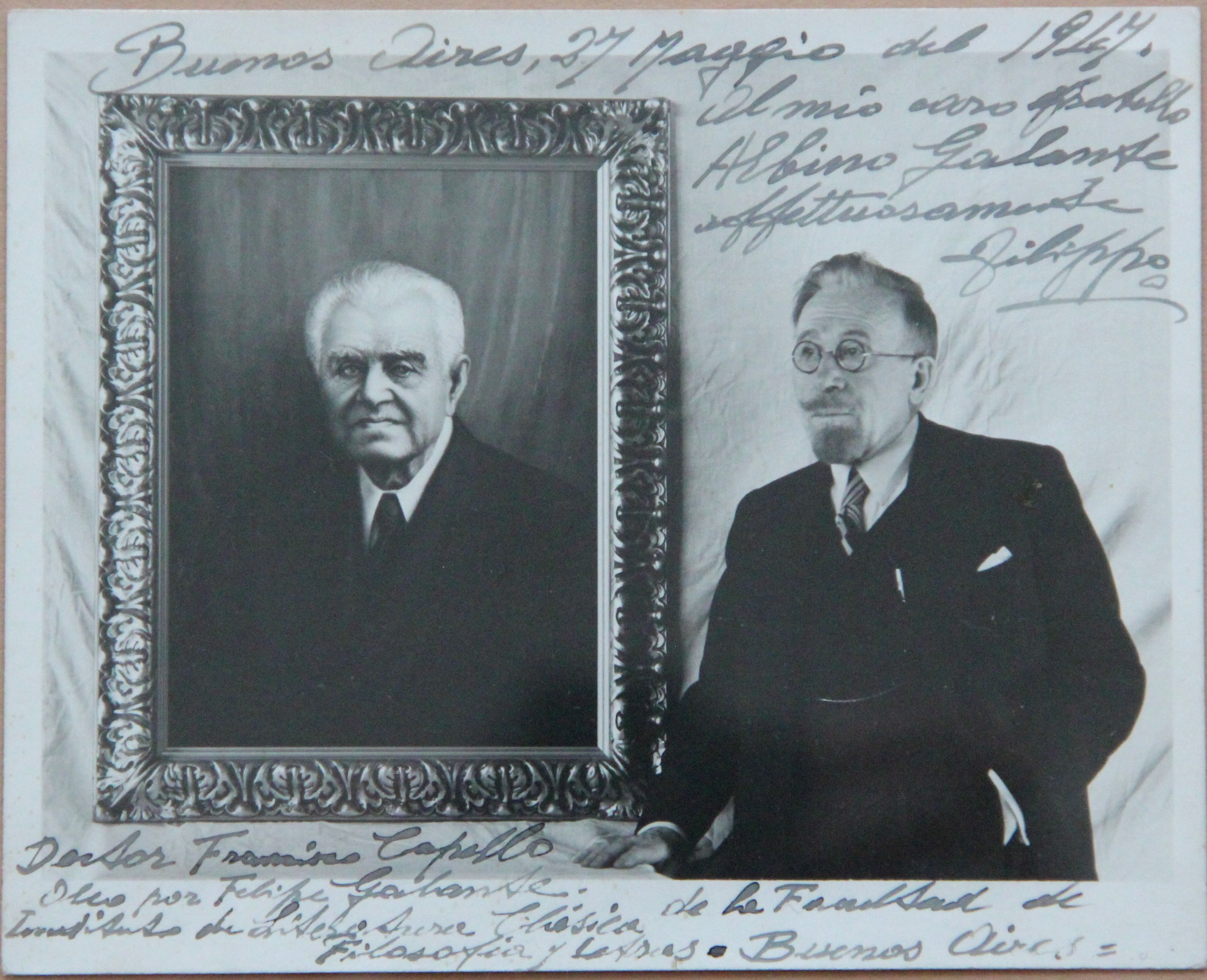
Postal autografiada con el retrato de Francisco Capello realizado por Felipe Galante (a la derecha). Colección Trusiani Angelo, Roma